# Saint-Andéol (Drôme)
Pour les articles homonymes, voir Saint-Andéol.
Saint-Andéol est une commune française située dans le département de la Drôme en région Auvergne-Rhône-Alpes.

## Géographie

### Localisation
Saint-Andéol est situé au pied méridional du plateau du Vercors, elle est à 13 km au nord-ouest de Die (chef-lieu du canton) et à 20 km au nord de Saillans. La commune est rattachée à la communauté de communes du Diois.

### Communes limitrophes
| Eygluy-Escoulin   | Saint-Julien-en-Quint | Saint-Julien-en-Quint |
| Eygluy-Escoulin   | Saint-Andéol          | Marignac-en-Diois     |
| Vachères-en-Quint | Sainte-Croix          | Ponet-et-Saint-Auban  |

### Hydrographie
Le territoire communal est traversé par la Sure, un affluent de la Drôme.

### Climat
Pour des articles plus généraux, voir Climat d'Auvergne-Rhône-Alpes et Climat de la Drôme.
En 2010, le climat de la commune est de type climat méditerranéen altéré, selon une étude du Centre national de la recherche scientifique s'appuyant sur une série de données couvrant la période 1971-2000. En 2020, Météo-France publie une typologie des climats de la France métropolitaine dans laquelle la commune est exposée à un climat de montagne ou de marges de montagne et est dans la région climatique Alpes du sud, caractérisée par une pluviométrie annuelle de 850 à 1 000 mm, minimale en été.
Pour la période 1971-2000, la température annuelle moyenne est de 10,4 °C, avec une amplitude thermique annuelle de 17 °C. Le cumul annuel moyen de précipitations est de 1 081 mm, avec 8,8 jours de précipitations en janvier et 5,6 jours en juillet. Pour la période 1991-2020, la température moyenne annuelle observée sur la station météorologique de Météo-France la plus proche, « Beaufort-S-Gervanne », sur la commune de Beaufort-sur-Gervanne à 10 km à vol d'oiseau, est de 12,8 °C et le cumul annuel moyen de précipitations est de 936,4 mm,. Pour l'avenir, les paramètres climatiques de la commune estimés pour 2050 selon différents scénarios d'émission de gaz à effet de serre sont consultables sur un site dédié publié par Météo-France en novembre 2022.

## Urbanisme

### Typologie
Au 1er janvier 2024, Saint-Andéol est catégorisée commune rurale à habitat très dispersé, selon la nouvelle grille communale de densité à 7 niveaux définie par l'Insee en 2022.
Elle est située hors unité urbaine. Par ailleurs la commune fait partie de l'aire d'attraction de Die, dont elle est une commune de la couronne,. Cette aire, qui regroupe 27 communes, est catégorisée dans les aires de moins de 50 000 habitants,.

### Occupation des sols
L'occupation des sols de la commune, telle qu'elle ressort de la base de données européenne d’occupation biophysique des sols Corine Land Cover (CLC), est marquée par l'importance des forêts et milieux semi-naturels (81,2 % en 2018), une proportion identique à celle de 1990 (81,2 %). La répartition détaillée en 2018 est la suivante : 
forêts (80,3 %), prairies (11,1 %), zones agricoles hétérogènes (7,6 %), milieux à végétation arbustive et/ou herbacée (0,7 %), espaces ouverts, sans ou avec peu de végétation (0,2 %). L'évolution de l’occupation des sols de la commune et de ses infrastructures peut être observée sur les différentes représentations cartographiques du territoire : la carte de Cassini (XVIIIe siècle), la carte d'état-major (1820-1866) et les cartes ou photos aériennes de l'IGN pour la période actuelle (1950 à aujourd'hui).

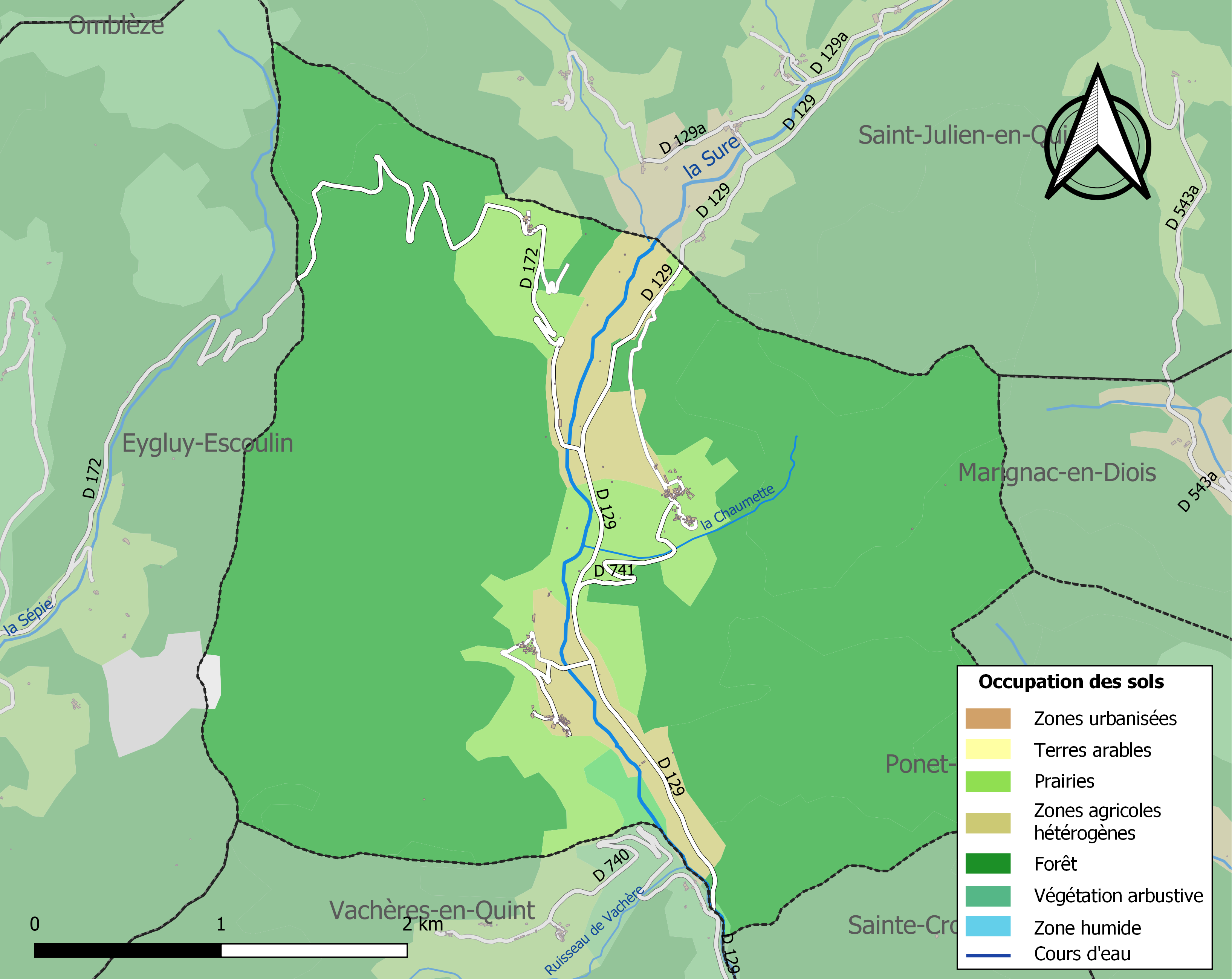
Carte des infrastructures et de l'occupation des sols de la commune en 2018 (CLC).

### Morphologie urbaine
La commune comprend trois hameaux, du sud au nord : Saint-Andéol, Ribière et Saint-Étienne où se trouve la mairie.

## Toponymie

### Attestations
- XIVe siècle (hameau) : mention de la paroisse (distincte jusqu'au XVe siècle) : capella Sancti Andeoli (pouillé de Die)[12].
- 1449 (commune) : mention de la paroisse de Saint-Étienne et Saint-Andéol : capella Sanctorum Stephani et Andeoli Vallis Quintis (pouillé hist.)[12].
- 1449 (commune) : mention de la paroisse de Saint-Étienne et Saint-Andéol : cura Sancti Andeoli et Sancti Stephani de Thuis (rôle de décimes)[12].
- 1509 (commune) : mention de l'église paroissiale Saint-Andéol : ecclesia parrochialis Sancti Andeoli de Thuys (visites épiscopales)[12].
- 1619 (commune) : Sainct Andeol et Sainct Estienne de Thuys (rôle de décimes)[12].
- 1644 (hameau) : Saint Anduol de Quint (visites épiscopales)[12].
- 1891 (hameau) : Saint-Andéol, hameau, section et chef-lieu de la commune de Saint-Andéol-et-Saint-Étienne-en-Quint[12].
- 1891 (commune) : Saint-Andéol-et-Saint-Étienne-en-Quint, commune du canton de Die[12].
- 1906 : Saint-Andéol-en-Quint[réf. nécessaire].
- 1936 : Saint-Andéol[réf. nécessaire].

## Histoire

### Antiquité: les Gallo-romains
Découverte d'un autel antique avec une inscription dédiée à Mars dans le quartier de Saint-Étienne-en-Quint,.

### Du Moyen Âge à la Révolution
La seigneurie : au point de vue féodal, cette communauté faisait partie du mandement de Quint (voir les Tours, commune de Sainte-Croix).
Antérieurement au XVe siècle, la section de Saint-Andéol formait, à elle seule, une paroisse du diocèse de Die, dont les dîmes appartenaient au prieur de Saint-Étienne-en-Quint.
Avant 1790, Saint-Andéol-et-Saint-Étienne-en-Quint était une communauté de l'élection de Montélimar et de la subdélégation et sénéchaussée de Crest.

Elle formait une paroisse du diocèse de Die, dont l'église, sous le vocable de Saint-Jacques-et-Saint Philippe, était auparavant sous celui de Saint-Andéol et dont les dîmes appartenaient au commandeur de Sainte-Croix, comme prieur de Saint-Étienne-en-Quint.

#### Saint-Étienne-en-Quint
Dictionnaire topographique du département de la Drôme :
- XIVe siècle : mention de la paroisse (encore distincte de celle de Saint-Andéol) : capella Sancti Stephani de Thuys (pouillé de Die).
- 1509 : mention de l'église : ecclesia Sancti Stephani de Thuys (visites épiscopales).
- 1891 : Saint-Étienne-en-Quint, village et section de la commune de Saint-Andéol-et-Saint-Étienne-en-Quint.

Antérieurement au XIVe siècle, Saint-Étienne-en-Quint formait une paroisse distincte du diocèse de Die qui fut ensuite réunie à celle de Saint-Andéol, mais dont l'église resta le siège d'un prieuré de l'ordre de Saint-Antoine, dont le titulaire était décimateur dans les deux paroisses réunies. Il fut lui-même réuni, vers la fin du XVIe siècle, à la commanderie de Sainte-Croix, de laquelle il dépendait.

### De la Révolution à nos jours
En 1790, la commune est comprise dans le canton de Saint-Julien-en-Quint. La réorganisation de l'an VIII (1799-1800) la place dans le canton de Die.

## Politique et administration

### Liste des maires
| Période                                  | Période                       | Identité           | Étiquette | Qualité |
| ---------------------------------------- | ----------------------------- | ------------------ | --------- | ------- |
| Les données manquantes sont à compléter. |                               |                    |           |         |
| avant 1988                               | mars 2001                     | Martial Meysenc    |           |         |
| mars 2001                                | 2008                          | Pierre Archinard   |           |         |
|                                          |                               | Jean-Claude Bouvet |           |         |
| mars 2008                                | En cours (au 30 octobre 2014) | Eric Bayart        | SE        | Cadre   |

## Population et société

### Démographie
L'évolution du nombre d'habitants est connue à travers les recensements de la population effectués dans la commune depuis 1793. Pour les communes de moins de 10 000 habitants, une enquête de recensement portant sur toute la population est réalisée tous les cinq ans, les populations de référence des années intermédiaires étant quant à elles estimées par interpolation ou extrapolation. Pour la commune, le premier recensement exhaustif entrant dans le cadre du nouveau dispositif a été réalisé en 2005.

En 2022, la commune comptait 83 habitants, en évolution de +3,75 % par rapport à 2016 (Drôme : +2,64 %, France hors Mayotte : +2,11 %).
| 1793 | 1800 | 1806 | 1821 | 1831 | 1836 | 1841 | 1846 | 1851 |
| ---- | ---- | ---- | ---- | ---- | ---- | ---- | ---- | ---- |
| 200  | 250  | 214  | 245  | 273  | 260  | 270  | 245  | 239  |

| 1856 | 1861 | 1866 | 1872 | 1876 | 1881 | 1886 | 1891 | 1896 |
| ---- | ---- | ---- | ---- | ---- | ---- | ---- | ---- | ---- |
| 228  | 223  | 216  | 206  | 193  | 186  | 173  | 160  | 152  |

| 1901 | 1906 | 1911 | 1921 | 1926 | 1931 | 1936 | 1946 | 1954 |
| ---- | ---- | ---- | ---- | ---- | ---- | ---- | ---- | ---- |
| 159  | 147  | 146  | 127  | 117  | 124  | 124  | 121  | 73   |

| 1962 | 1968 | 1975 | 1982 | 1990 | 1999 | 2005 | 2006 | 2010 |
| ---- | ---- | ---- | ---- | ---- | ---- | ---- | ---- | ---- |
| 73   | 55   | 34   | 27   | 23   | 34   | 48   | 49   | 60   |

| 2015 | 2020 | 2022 | - | - | - | - | - | - |
| ---- | ---- | ---- | - | - | - | - | - | - |
| 78   | 85   | 83   | - | - | - | - | - | - |

### Enseignement
La commune est rattachée à l'académie de Grenoble.

### Manifestations culturelles et festivités

#### Loisirs
- Pêche[14].
- Randonnées[14].

## Économie
En 1992 : cultures fourragères, pâturages (ovins).

## Culture locale et patrimoine

### Lieux et monuments

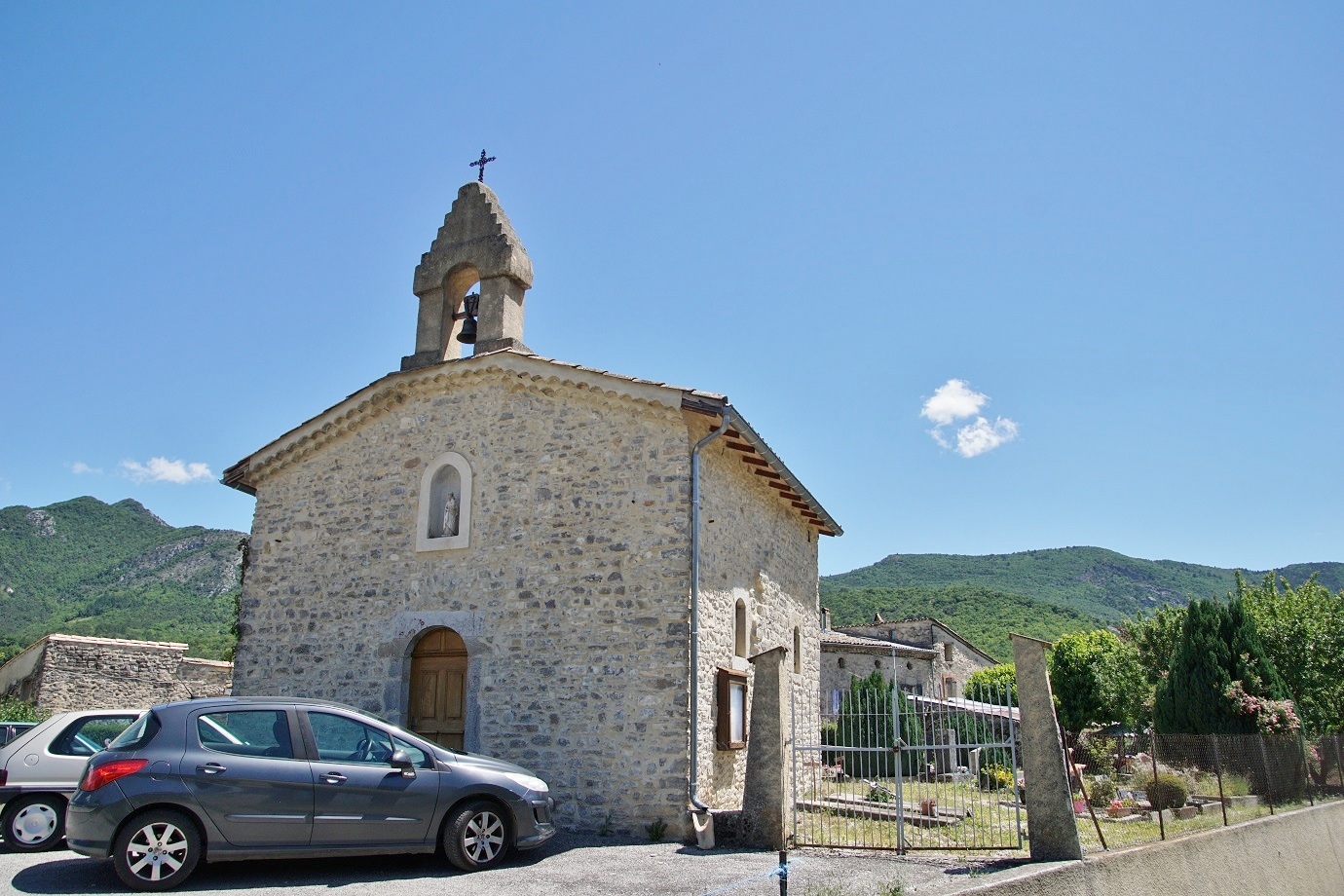
Église Saint-Jacques-et-Saint-Philippe

- Saint-Andéol : église Saint-Jacques-et-Saint-Philippe de Saint-Andéol, rustique[14].
- Saint-Étienne-en-Quint : vieilles maisons[14].
- Saint-Étienne-en-Quint : église du XIXe siècle[14].

### Héraldique, logotype et devise
|  | Saint-Andéol (Drôme) possède des armoiries dont l'origine et le blasonnement exact ne sont pas disponibles. |